# Fu'ād II.
Fu'ād II. (* 16. Januar 1952 in Kairo; arabisch الملك أحمد فؤاد الثاني al-Malik Ahmad Fu'ād ath-thānī, DMG al-Malik Aḥmad Fuʾād aṯ-ṯānī, türkisch Fuat oder Ahmet Fuat, oft als Fuad transkribiert) aus der Dynastie des Muhammad Ali war von 1952 bis 1953 der elfte und letzte Herrscher von Ägypten und des Sudan aus dieser Dynastie.
Fu'ād II. war nach dem Sturz seines Vaters Faruq formal ab dem 26. Juli 1952 der dritte König von Ägypten und des Sudan. Nach der Ausrufung der Republik am 18. Juni 1953 wurde er für abgesetzt erklärt und ins Exil geschickt.

## Herkunft und Geburt
Prinz Ahmad Fu'ād wurde als Sohn von König Faruq und seiner zweiten Frau Nariman Sadiq geboren. Er war ein Enkel von König Fu'ād I. und hatte neben ägyptischen auch tscherkessische, türkische, französische und albanische Wurzeln. Einen Monat nach seiner Geburt wurde er zum Kronprinzen des Königreichs Ägypten mit dem Sudan erklärt. Damit wurde Mohammed Ali Tewfik, der seit 1936 Thronfolger war, abgelöst.

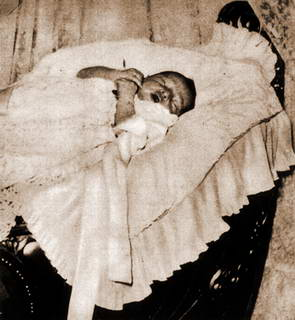
Fu'ād II. als Baby (1952)
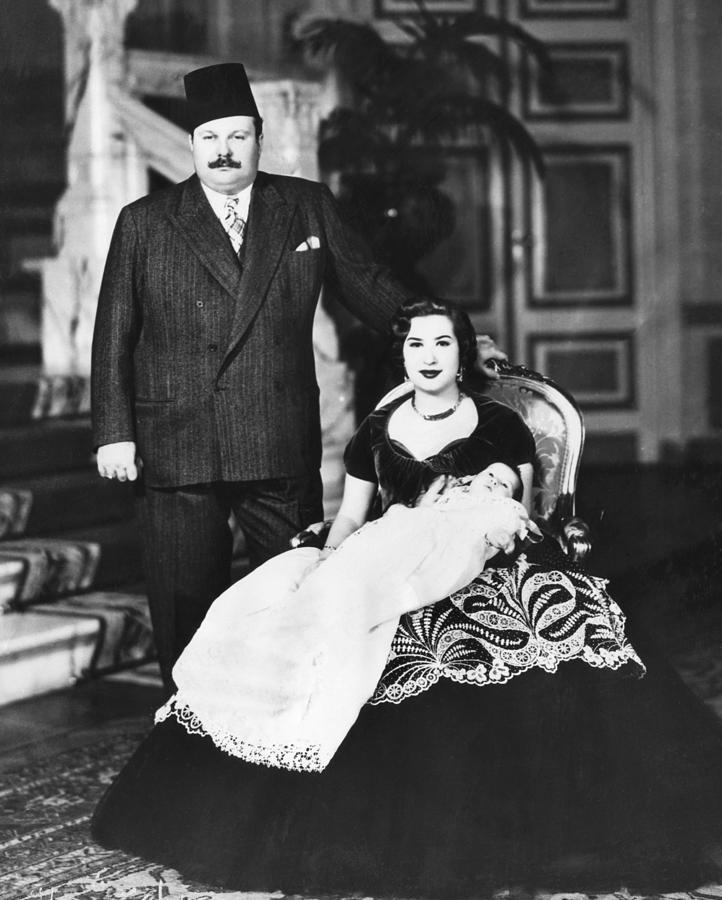
König Faruq, mit Frau und Kronprinz, 1952

Zehn Tage nach der Geburt des Kronprinzen kam es zu heftigen Auseinandersetzungen zwischen britischen Truppen und ägyptischen Polizisten in Ismailia und zu den Kairoer Bränden. Diese lösten eine monatelange Staatskrise aus. Am 23. Juli 1952 wurde Fu'āds Vater durch einen Militärputsch von Muhammad Nagib und Gamal Abdel Nasser gestürzt.

## Formale Herrschaft

Königliches Monogramm

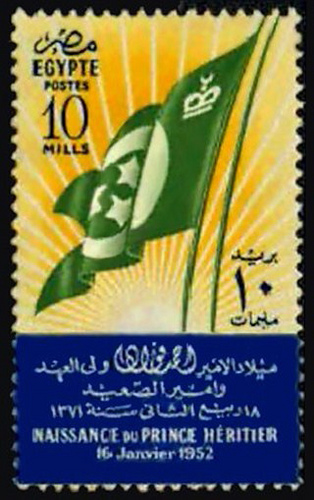
Briefmarke anlässlich der Geburt des Kronprinzen (16. Januar 1952)

Am 26. Juli 1952 dankte Faruq unter dem Druck der revolutionären Bewegung der Freien Offiziere zugunsten von Fu'ād ab, der als Fu'ād II. zum neuen König von Ägypten und des Sudan gekrönt wurde. Die Thronbesteigung des jungen Prinzen war ein Kompromiss zwischen Faruq und den Revolutionären, die vorerst nur den Adelsstand und die Aristokratie abschaffen wollten.
Fu'ād II. war bei seinem Amtsantritt der jüngste Herrscher in der Geschichte Ägyptens und des Sudan. Er lebte abwechselnd in Ägypten, um dort die Regierung zu repräsentieren, und in Italien bei seiner Familie. Die Vormundschaft für den Säuglingskönig übernahm ein Regentschaftsrat unter der Führung von Prinz Muhammad Abdel Moneim, der formal als Reichsverweser die Regierungsgeschäfte führte. Die tatsächliche Macht lag aber bei Muhammad Nagib, der in Personalunion Oberbefehlshaber der ägyptischen Armee, Premierminister und Vorsitzender des Ägyptischen Revolutionären Kommandorates (RCC) war. Der Rat fungierte als De-facto-Regierung und führte die Umwandlung Ägyptens von einer konstitutionell-parlamentarischen Monarchie zu einer Militär-Einparteiendiktatur durch. Es wurden die Vorrechte und Titel des Adels abgeschafft, eine Landreform durchgeführt, alle politischen Parteien verboten (insbesondere die königstreue Wafd-Partei), wichtige Grundrechte und -freiheiten außer Kraft gesetzt, zahlreiche monarchistische Politiker und Beamte aus deren Positionen in der Verwaltung und Regierung verdrängt und verhaftet und am 10. Dezember 1952 die Verfassung von 1923 suspendiert, die die politische Stellung des Königs regelte.
Kurz vor dem Ende von Fu'āds Herrschaft wurde im Januar 1953 die neugegründete Nationale Union mit Nasser als Generalsekretär zur einzigen legalen politischen Organisation erklärt. Als Folge wurden alle noch bestehenden monarchistischen Organisationen aufgelöst. Am 10. April 1953 entmachtete zudem eine vom Militärregime aufgesetzte Übergangsverfassung den König politisch. Im gleichen Monat wurde mit Großbritannien ein Abkommen geschlossen, das dem bislang gemeinsam verwalteten Sudan die Unabhängigkeit innerhalb von drei Jahren ermöglichen sollte. Die zukünftige Rolle des Königs im Sudan blieb ungeklärt.
Am 18. Juni 1953 wurde schließlich die Republik ausgerufen, der Regentschaftsrat aufgelöst und Muhammad Nagib zum ersten Präsidenten erklärt. Fu'ād II. wurde definitiv zu seiner Familie ins Exil geschickt. Im Sudan wurde Fu'āds Herrschaft nach einem Jahr Vakanz von Ismail al-Azhari, der als Ministerpräsident als de facto Staatsoberhaupt fungierte, abgelöst.

## Leben im Exil
Fu'ād II. lebte im Exil zunächst in Capri. Später gingen er und seine drei Schwestern in die Schweiz, wo er eine Grundschulbildung an einer öffentlichen Schule erhielt. Später besuchte der Ex-Monarch das Internat Le Rosey und schloss an der Universität Genf sein Studium mit Schwerpunkt in Politikwissenschaft und Ökonomie ab. 1976 zog er in die französische Hauptstadt Paris und arbeitete als Finanzberater für ausländische Unternehmen. Kurz vor dessen Ermordung stellte der Präsident von Ägypten Anwar as-Sadat für ihn und seine Familie ägyptische Pässe aus, die der Familie 1958 entzogen worden waren. Fu'ād II. besucht seitdem regelmäßig Ägypten und äußert sich seit den 1980er-Jahren immer wieder zu politischen Themen in der Öffentlichkeit. So führte er im Mai 2010 ein viel beachtetes Fernsehinterview mit dem Sender „ON TV“, in dem er über seine Besuche in Ägypten und die Rolle seines Vaters Faruq sprach.
Während der Revolution in Ägypten 2011 und des Arabischen Frühlings nahm die Beliebtheit des ehemaligen Königs und der Dynastie des Muhammad Ali zu, obwohl die Mehrheit der Ägypter die Monarchie nicht erlebt hat. So benutzten Demonstranten die alte Flagge des Königreichs und zeigten Porträts des Ex-Königs. Fu'ād II. schloss eine Rückkehr nach Ägypten nicht aus.

## Ehe und Familie
Fu'ād II. heiratete am 16. April 1976 in Monaco die bürgerliche Französin Dominique-France Loeb-Picard (* 1948), die dafür vom Judentum zum Islam konvertierte. Sie nahm den Titel Fadila von Ägypten an. Das Ehepaar bekam drei Kinder.
1. Muhammad Ali (* 1979)
2. Fausia-Latifa (* 1982)
3. Fachr ad-Dīn Fu'ād (* 1987)

1996 wurde die Ehe geschieden.